# Грчка на Летњим олимпијским играма 1900.
Грчка се такмичила на Олимпијским играма 1900. у Паризу, Француска са тројицом спортиста која су се такмичили у четири дисцилене у два спорта атлетици и голфу. На овим играма Грчка није освојила ниједну медаљу. 

## Резултати по дисциплинама

### Атлетика
Двојица грчких атлетича учествовали су у две бацачке дисциплине атлетског приограма. Параскевопулос је заузео 4 и 5 место, а Версис је одустао од такмичења.
| Дисциплина   | Место | Атлетичар                | Полуфинале     | Финале          |
| ------------ | ----- | ------------------------ | -------------- | --------------- |
| Бацање кугле | 5     | Панајотис Параскевопулос | 11,29 5. место | 11,52           |
| Бацање кугле | -     | Сотирос Версис           |                | није учествовао |
|              |       |                          |                |                 |
| Бацање диска | 4     | Панајотис Параскевопулос | 34,4 4. место  | 34,50           |

### Голф
Грчка је била једна од четири нације које су се такмичиле на првом олимпијском турниру у голфу..
| Дисциплина      | Место | Голфер              | Резултат |
| --------------- | ----- | ------------------- | -------- |
| Мушки (36 рупа) | 11    | Александрос Меркати | 246      |